# Crocidura vosmaeri
La musaraña de la isla de Bangka (Crocidura vosmaeri) es una especie de mamífero soricomorfo de la familia Soricidae. Es endémica de la isla de Bangka (Indonesia) y posiblemente Sumatra. Fue descrito en 1888 por el zoólogo alemán Fredericus Anna Jentink.